# Chrysops dispar
Chrysops dispar är en tvåvingeart som först beskrevs av Fabricius 1798.  Chrysops dispar ingår i släktet Chrysops och familjen bromsar. Inga underarter finns listade i Catalogue of Life.